# شهرستان الجمیمه
ناحیهٔ الجمیمة (به عربی: مدیریة الجمیمة) یک ناحیه در یمن است که در استان حجه واقع شده‌است.

## خصوصیات
ناحیهٔ الجمیمة ۴۱٬۲۱۱ نفر جمعیت دارد.